# Wilson County (Kansas)
Wilson County ist ein County im Bundesstaat Kansas der Vereinigten Staaten. Der Verwaltungssitz (County Seat) ist Fredonia. Das U.S. Census Bureau hat bei der Volkszählung 2020 eine Einwohnerzahl von 8624 ermittelt.

## Geographie
Das County liegt im Südosten von Kansas, ist im Süden etwa 40 km von Oklahoma entfernt und hat eine Fläche von 1489 Quadratkilometern, wovon drei Quadratkilometer Wasserfläche sind. Es grenzt im Uhrzeigersinn an folgende Countys: Woodson County, Allen County, Neosho County, Montgomery County, Elk County und Greenwood County.

## Geschichte
Wilson County wurde 1865 gebildet. Benannt wurde es nach Colonel Hiero T. Wilson, dem ersten Weißen der hier bei Fort Scott ab September 1843 lebte.
Im Wilson County liegt eine National Historic Landmark, die Norman No. 1 Oil Well. Insgesamt sind 8 Bauwerke und Stätten des Countys im National Register of Historic Places eingetragen (Stand 30. August 2017).

## Demografische Daten

Alterspyramide des Wilson Countys (Stand: 2000)

Nach der Volkszählung im Jahr 2000 lebten im Wilson County 10.332 Menschen in 4203 Haushalten und 2849 Familien im Wilson County. Die Bevölkerungsdichte betrug 7 Einwohner pro Quadratkilometer. Ethnisch betrachtet setzte sich die Bevölkerung zusammen aus 96,78 Prozent Weißen, 0,37 Prozent Afroamerikanern, 0,88 Prozent amerikanischen Ureinwohnern, 0,26 Prozent Asiaten, 0,04 Prozent Bewohnern aus dem pazifischen Inselraum und 0,48 Prozent aus anderen ethnischen Gruppen; 1,19 Prozent stammten von zwei oder mehr Ethnien ab. 1,67 Prozent der Bevölkerung waren spanischer oder lateinamerikanischer Abstammung.
Von den 4203 Haushalten hatten 29,6 Prozent Kinder unter 18 Jahren, die mit ihnen gemeinsam lebten. 57,1 Prozent waren verheiratete, zusammenlebende Paare, 7,8 Prozent waren allein erziehende Mütter und 32,2 Prozent waren keine Familien. 29,1 Prozent aller Haushalte waren Singlehaushalte und in 15,8 Prozent lebten Menschen mit 65 Jahren oder darüber. Die Durchschnittshaushaltsgröße betrug 2,40 und die durchschnittliche Familiengröße betrug 2,96 Personen.
25,4 Prozent der Bevölkerung waren unter 18 Jahre alt. 7,4 Prozent zwischen 18 und 24 Jahre, 23,8 Prozent zwischen 25 und 44 Jahre, 23,4 Prozent zwischen 45 und 64 Jahre und 19,9 Prozent waren 65 Jahre alt oder älter. Das Durchschnittsalter betrug 41 Jahre. Auf 100 weibliche Personen kamen 94,2 männliche Personen. Auf 100 erwachsene Frauen ab 18 Jahren kamen 89,6 Männer.
Das jährliche Durchschnittseinkommen eines Haushalts betrug 29.747 USD, das Durchschnittseinkommen einer Familie betrug 36.990 USD. Männer hatten ein Durchschnittseinkommen von 27.255 USD, Frauen 18.670 USD. Das Prokopfeinkommen betrug 14.910 USD.
7,5 Prozent der Familien und 11,3 Prozent der Bevölkerung lebten unterhalb der Armutsgrenze.

## Orte im County
- Altoona
- Benedict
- Benedict Junction
- Brooks
- Buffalo
- Buffville
- Buxton
- Coyville
- Fredonia
- Guilford
- Hilford
- Lafontaine
- Middletown
- Neodesha
- New Albany
- Rest
- Roper
- Vilas

Townships
- Cedar Township
- Center Township
- Chetopa Township
- Clifton Township
- Colfax Township
- Duck Creek Township
- Fall River Township
- Guilford Township
- Neodesha Township
- Newark Township
- Pleasant Valley Township
- Prairie Township
- Talleyrand Township
- Verdigris Township
- Webster Township